# Конференція з роззброєння
Конференція з роззброєння (англ. Conference on Disarmament) — міжнародний орган, утворений ООН 1961 для проведення багатосторонніх переговорів з метою розробки договорів і угод з питань контролю над озброєннями та роззброєнням.

Членами КР є 65 держав, включаючи всі держави, що володіють військовими ядерними потенціалами, рішення приймаються на основі консенсусу. Сесії Конференції з роззброєння проходять в Женеві, Швейцарія. Генеральним секретарем КР є директор Відділення ООН в Женеві, за станом на 2017 г. — Міхаель Меллер.